# Гемар-Лотер, Полина
Полина Гемар-Лотер, до замужества Полина Лотер (фр. Pauline Guéymard-Lauters); 1 декабря 1834, Брюссель — 10 мая 1918, XVI округ Парижа) — бельгийская оперная певица, активно выступавшая в Париже в XIX веке, (сопрано / меццо-сопрано), солистка Большой Парижской оперы.
В 1858 году вышла замуж за выдающегося французского оперного певца Луи Гемара (1822—1880). В парижском Théâtre Lyrique пела под псевдонимом Делин-Лотер. В конце 1855 года покинула труппу и отправилась в концертное турне по Бретани. Дебют в Парижской опере состоялся 12 января 1857 года.
Её вокальные возможности были описаны как «сопрано широкого диапазона». Обширный голос давал Полине возможность петь и сопрановые, и меццо-сопрановые партии (Фидес в «Пророке», Валентины в «Гугенотах»).

## Избранные оперные партии
- Леонора («Трубадур» Верди)
- Агата («Вольный стрелок» К. Вебера)
- Лилия («Геркуланум» Ф. Давида)
- Валентина («Гугеноты» Д. Мейербера)
- Донна Анна («Дон Жуан» Моцарта)
- Елизавета (Изабелла) Валуа («Дон Карлос» Верди)
- Гертруда («Гамлет» А. Тома)